# Nothomiza aureolaria
Nothomiza aureolaria là một loài bướm đêm trong họ Geometridae.